# Przewód doktorski
Przewód doktorski – ogół postępowania w trakcie nadawania stopnia naukowego doktora nauk. 
Nad prawidłowością wszystkich czynności w przewodzie doktorskim czuwa specjalnie powołana komisja przewodu doktorskiego. Otwarcie przewodu odbywa się na wniosek doktoranta. Czynności przewodu doktorskiego to: otwarcie przewodu, przeprowadzenie egzaminów doktorskich, recenzje naukowe pracy doktorskiej, opieka promotora pracy doktorskiej, obrona oryginalnej dysertacji. 
Przewód doktorski kończy się publiczną obroną dysertacji i jest tego dnia zamykany bez względu na rezultat tej obrony. Przewód można też zamknąć w dowolnej chwili na wniosek zainteresowanego, ale powoduje to pewne konsekwencje. Chcąc ubiegać się o stopień naukowy doktora, trzeba ponownie wszcząć przewód doktorski. Decyzję o wszczęciu bądź zamknięciu przewodu doktorskiego podejmuje właściwa dla danej jednostki rada wydziału lub rada naukowa.